# Silene flaccida
Silene flaccida är en nejlikväxtart som beskrevs av Carlos Pau. Silene flaccida ingår i släktet glimmar, och familjen nejlikväxter. Inga underarter finns listade i Catalogue of Life.